# Polydesmus concolor
Polydesmus concolor är en mångfotingart som beskrevs av Peters 1864. Polydesmus concolor ingår i släktet Polydesmus och familjen plattdubbelfotingar. Inga underarter finns listade i Catalogue of Life.